# Марко Альчіаті
Марко Альчіаті (італ. Marco Alciati; нар. 19 вересня 1960) — колишній італійський тенісист.
Найвищу одиночну позицію світового рейтингу — 274 місце досяг 22 грудня 1980, парну — 187 місце — 10 вересня 1984 року.

## Фінали Туру ATP Челленджер за кар'єру

### Парний розряд: 1 (0–1)
| Результат | Ранг | Дата | Турнір                           | Покриття | Партнер   | Суперники                        | Рахунок  |
| --------- | ---- | ---- | -------------------------------- | -------- | --------- | -------------------------------- | -------- |
| Поразка   | 1.   | 1981 | San Benedetto Challenger, Італія | Ґрунт    | Майк Барр | Паоло Бертолуччі Адріано Панатта | 4–6, 3–6 |